# Jieshan, Guizhou
Jieshan (kinesiska: 桔山, 桔山镇) är en köping i Kina. Den ligger i provinsen Guizhou, i den sydvästra delen av landet, omkring 240 kilometer sydväst om provinshuvudstaden Guiyang.